# Cryptotaenia flahaultii
Cryptotaenia flahaultii är en flockblommig växtart som beskrevs av Koso-pol. Cryptotaenia flahaultii ingår i släktet kryptotenior, och familjen flockblommiga växter. Inga underarter finns listade i Catalogue of Life.